# جوفينتوت بادالونا
جوفينتوت بادالونا (بالإسبانية: Joventut Badalona)‏ هو فريق كرة سلة إسباني تأسس في 1930 يقع في بادالونا، إسبانيا. يلعب في ليغا أيه سي بي.

## وصلات خارجية
- الموقع الإلكتروني